# Campionati mondiali giovanili di nuoto sincronizzato 1997
I V Campionati mondiali giovanili di nuoto sincronizzato si sono svolti in Russia dal 29 giugno al 3 luglio 1997. Le sedi di gara sono state a Mosca.

## Medagliere
| Posiz. | Nazione       | Oro | Argento | Bronzo | Totale |
| ------ | ------------- | --- | ------- | ------ | ------ |
| 1      | Russia        | 2   | 1       | 0      | 3      |
| 2      | Corea del Sud | 1   | 1       | 0      | 2      |
| 3      | Giappone      | 0   | 1       | 1      | 2      |
| 4      | Canada        | 0   | 1       | 0      | 1      |
| 4      | Stati Uniti   | 0   | 0       | 1      | 1      |
| Totale | Totale        | 3   | 3       | 3      | 9      |

## Risultati
| Evento       | Oro               | Argento          | Bronzo                 |
| Stile libero |                   |                  |                        |
| Singolo      | Alexandra Vassina | Yoon Kyeong Jang | Valérie Hould-Marchand |
| Duo          | Corea del Sud     | Russia           | Giappone               |
| Squadra      | Russia            | Giappone         | Stati Uniti            |